# Myrmecozela
Myrmecozela är ett släkte av fjärilar som beskrevs av Philipp Christoph Zeller 1852. Myrmecozela ingår i familjen äkta malar.

## Dottertaxa tillMyrmecozela, i alfabetisk ordning[1][2]
- Myrmecozela armeniaca
- Myrmecozela asariella
- Myrmecozela ataxella
- Myrmecozela carabachica
- Myrmecozela caustocoma
- Myrmecozela changaicus
- Myrmecozela climacodes
- Myrmecozela corymbota
- Myrmecozela cuencella
- Myrmecozela curtella
- Myrmecozela deserticola
- Myrmecozela diacona
- Myrmecozela dzhungarica
- Myrmecozela erecta
- Myrmecozela gajndzhiella
- Myrmecozela heptapotamica
- Myrmecozela hispanella
- Myrmecozela hyrcanella
- Myrmecozela imeretica
- Myrmecozela isopsamma
- Myrmecozela kasachstanica
- Myrmecozela lambesella
- Myrmecozela lutosella
- Myrmecozela mongolica
- Myrmecozela ochraceella
- Myrmecozela ordubasis
- Myrmecozela parnassiella
- Myrmecozela paurosperma
- Myrmecozela pogonopis
- Myrmecozela pontica
- Myrmecozela rjabovi
- Myrmecozela samurensis
- Myrmecozela saule
- Myrmecozela stepicola
- Myrmecozela taurella